# Марія (альбом)
Марія — другий студійний альбом Марії Бурмаки.

## Команда
- Марія Бурмака (композитор, спів, акустична гітара),
- Білл Кінал (бас гітара),
- Пол Сміт (клавіші),
- Білл Кінал, звукорежисер, студія Studio Victor, Монреаль.

## Пісні
1. Верни до мене пам'яте моя (сл.: Василь Стус)
2. Хто так тихо прийшов (сл.: Василь Чумак)
3. Коли б ми плакати могли (сл.: Олександр Олесь)
4. Сонце на обрії	(сл.: Олександр Олесь)
5. Пам'яти тридцяти (сл.: Павло Тичина)
6. Батьківщині (сл.: Богдан-Ігор Антонич)
7. Місяцю-рогоженьку (слобідська весільна)
8. Колискова (сл.: Олесь Гончар чи Назар Гончар?)
9. Пробудіться орли сизі!	 (сл.: Василь Чумак)
10. Вітер (сл.: Олександр Олесь)
11. Некопані криниці (сл.: Володимир Верховень)
12. Я усміхнусь тобі (сл.: Оксана Пахльовська)
13. Ой, поїхав в Московщину (народна)
14. Страдальна мати (сл.: Богдан-Ігор Антонич)
15. Ой, вербо, вербо (народна)
16. Ой, чия то рута-м'ята (народна, записана Марією Бурмакою на Слобожанщині у Харківській області під час фольклорної експедиції)
17. А в Івана (весільна)
18. Ой, повішу колисочку (народна)
19. Хтось близький приснився (сл.: Олександр Олесь)
20. Рекрутська (слобідська рекрутська)
21. Козак від'їжджає... (народна)

## Інші виконання
- Лариса Лещук - Я усміхнусь тобі крізь сльози
- Соломія Щур -  Я усміхнусь тобі